# デ・カイパー
デ・カイパー社（De Kuyper Royal Distillers B.V. ）はオランダ・アムステルダムにあるカクテル用のリキュールメーカーである。ボルスと並ぶオランダの二大リキュールメーカーの一社として知られる。
1995年に、創業300年目を記念してオランダのベアトリクス女王より、ロイヤル・ディスティラーの称号を授与される。また開設当時の所有者はジョーンズ・デ・カイパーとZoon BVである。

## デ・カイパー社
1695年にペトロス・デ・カイパーとその妻アンナ・カスターズにより、オランダに誕生する。蒸留所を竣工する前、ペトロス・デ・カイパーはオランダのジンとビールを輸送するための木箱を作る仕事をしていた。
1800年代に、デ・カイパー社はロンドンに拠点を置くマシュー&クラーク社と提携しグレートブリテンと、その植民地への輸出に力を注ぐ。
1894年にシーダムに新しい蒸留所を開く。1920年代からリキュールを蒸留し始め、10年後には約20種類ほど蒸留するようになった。その中で重要なのはレモンフィリングのジェネバ（geneva）である。平行してこの頃よりオランダ国内での流通に力を入れ始める。
1932年からの2年間でニュージャージー、モントリオール、カナダなどの国々へ販路を拡大する。
1985年にはオリジナル・ピーチツリー（Original Peach-Tree）をアメリカで発売。当時バーを中心にファジー・ネーブルが流行していたことで、これが大ヒットし、現在まで売れ続ける代表製品となる。ちなみに発売当時はピーチツリー・シュナップス（Peach-Tree Schunapps）という名前だったが、ドイツ式の蒸留酒を指すシュナップスという呼び方は、アメリカでは定着しなかったため、程なくしてオリジナル・ピーチツリーに改称されている。
1995年に、創業300年目を記念してオランダのベアトリクス女王より「ロイヤル・ディスティラー」の称号を授与されたことにより、デ・カイパー社は現在、100カ国以上に年間5000万本以上を輸出する大企業である。
デ・カイパー蒸留所の現在の管理責任者はDr.ボブ・デ・カイパー（Drs Bob de Kuyper）氏である

## ラインナップ
現在発売されているデ・カイパー社の商品は以下の通り。

### リキュール
アーモンド、アマレット、アニス、ブルー・キュラソー, カクタス・ジュース、ココナッツ・アマレット、コーヒー、クレーム・ド・カカオ(ダークとホワイト)、ヘーゼルナッツ、メロン、マッドメロン(スイカ)、オレンジ・キュラソー、ピーチツリー、ラズマタズ(ラズベリー)、 サン・トロピック・トロピカル・ラム(ココナッツラム)、フレンチ・バニラ、トリプル・セック、ワイルド・ストロベリー

#### クレームリキュール
クレーム・ド・アマンド(アーモンド)、クレーム・ド・バナナ(バナナ)、クレーム・ド・カカオ(ダークとホワイト)、クレーム・ド・カフェ、クレーム・ド・カシス、クレーム・ド・ミント(グリーンとホワイト)

### シュナップス
アップル・バレル、ブルース・ベリー、バター・ショット、クランタジア、ホット・ダム！(100プルーフシナモンおよび30プルーフ)、キー・ラルゴ・トロピカル、マウンテン・ストロベリー、オールド・タバン・ルートビア、ピーチ、ペパーミント、スペアミント、トロピカル・パイナップル、ワイルダー・ベリー
そのほかに酸っぱい「パッカー」シリーズとして次の製品が存在する。
ベリーフュージョン、ストロベリー・パッション、チェリベリ、グレープ、アイランド・ブルー、ピーチ、ラズベリー、サワー・アップル、ウォーターメロン、カミカゼ・ショット

### フルーツ・ブランデー
アプリコット、ブラックベリー、チェリー、ジンジャー、キルシュヴァッサー、ニューイングランドスタイルコーヒー、ピーチ